# Hemicyclopora dentata
Hemicyclopora dentata is een mosdiertjessoort uit de familie van de Escharellidae. De wetenschappelijke naam van de soort is voor het eerst geldig gepubliceerd in 1991 door Lopez & Garcia.